# نخت با آتون
نخت با آتون ("قوي هو آتون") أو نخت كان وزيرًا في مصر القديمة خلال حكم الملك أخناتون من الأسرة الثامنة عشرة.

## السيرة الذاتية
يبدو أن نخت با آتون خلف الوزير رعمسي في منصبه. كان رعمسي وزيرًا في طيبة حتى وقت الانتقال إلى أخت آتون، العاصمة الجديدة التي بناها أخناتون. ألقابه كما هي موضحة في منزله ومقبرته كانت: إري پعت، حاتي عا، حامل الختم، مشرف على المدينة ووزير، مشرف على المشاريع في أخيتاتون.
من المحتمل أن يكون نخت با آتون هو المصور في مقبرة ماحو الذي كان رئيس الشرطة. يظهر ماحو وهو يجتمع مع وزير ومسؤول أقل رتبة يُدعى حقا نفر في مشهد يتعلق بحراسة المدينة. يقود ماهو ثلاثة أفراد أمام الوزير، اثنان منهم بلحى. يبدو أن هؤلاء الرجال متهمون بالتسلل إلى منطقة الصحراء المحيطة بـتل العمارنة.

## الإقامة
عاش نخت با آتون في الجزء الجنوبي من مدينة أخت آتون، وقد تم العثور على منزله. كان يقع في الأجزاء الجنوبية البعيدة من المدينة وبعيدًا تمامًا عن القصر. كان نخت يسافر يوميًا إلى الجزء المركزي من المدينة للقيام بواجباته.
كان منزل نخت با آتون قصرًا كبيرًا يضم قاعات استقبال، وغرف نوم، وحمامًا، ومرحاضًا، ومكاتب.
وُصف المنزل بشكل مستفيض من قبل، على سبيل المثال، ليونارد وولي في عام 1922. كانت هناك مجموعة من السلالم تؤدي إلى غرف دخول صغيرة. وراء الغرف الصغيرة كانت هناك غرفة كبيرة تُسمى لوجيا. وهي مساحة كبيرة مغطاة ومفتوحة من جانب واحد. كانت الجدران مبيضة بالأبيض، وتم استخدام الألوان لتزيين المكان. كان السقف في اللوجيا ملونًا باللون الأزرق الغامق.
كانت المساحة المركزية للمبنى، وهي قاعة ذات أعمدة، هي منطقة الاستقبال الرئيسية في المنزل. تبلغ مساحة القاعة حوالي 8 أمتار مربعة. على جانب واحد من الغرفة كان هناك ديوان من الطوب يمتد على طول الجدار تقريبًا. كانت الأسقف عالية ويتم ترشيح الضوء غير المباشر إلى المكان.
تفتح منطقة الاستقبال إلى لوجيا أخرى مع نوافذ كبيرة مفتوحة من جانب واحد، وقد تكون قد استخدمت في الشتاء حيث كانت الشمس تدفئها. كانت هذه المساحة مزينة بمشهد يظهر أخناتون وهو يعبد خراطيش آتون. ذكر في مكان آخر ألقاب نخت وكانت ترنيمة آتون العظمى محفورةً عليها.
بجوار القاعة الرئيسية، كان هناك مدخل يؤدي إلى غرفة استقبال أخرى، تقدم جوًا أكثر خصوصية مقارنةً بالغرفة الأكبر المذكورة سابقًا. كانت هناك أيضًا غرف نوم الوزير وزوجته. كانت هذه الغرف مزودة بحمام ومرحاض. كان الحوض نفسه موضوعًا على منصة مرتفعة، مع سلالم تم بناؤها لراحة الخدم في صب الماء على المستحم.

## المقبرة
كانت مقبرته هي المقبرة رقم 12 في مقابر العمارنة الصخرية. تم الانتهاء فقط من الواجهة ومدخل المقبرة. هناك بدايات لثلاثة أعمدة في القاعة الرئيسية، لكن المقبرة لم تتقدم كثيرًا بعد هذه المرحلة.